# Tokioki Nashiba
Tokioki Nashiba (jap. 梨羽 時起 Nashiba Tokioki; ur. 24 września 1850 w prefekturze Yamaguchi, zm. 24 października 1928) – admirał Cesarskiej Marynarki Japonii, dowódca eskadry w czasie wojny rosyjsko-japońskiej, baron i członek Izby Parów.

## Życiorys
Początkowo pracował jako urzędnik kolejowy w Ministerstwie Spraw Wewnętrznych i do marynarki wstąpił dopiero z początkiem lat 80. XIX w. W latach 80. służył na kilku jednostkach szkolnych, będąc zastępcą dowódcy kilku z nich. W 1888 promowany na komandora porucznika, trzy lata później został szefem szkolenia w Akademii Marynarki. Pierwszą jednostką, którą dowodził była kanonierka „Akagi”, walczył na niej w czasie wojny chińsko-japońskiej. W 1896 roku awansowany na komandora, dowodził kilkoma krążownikami, a następnie, w latach 1901–1902 objął komendę nad pancernikiem „Hatsuse”. Po awansie na kontradmirała w 1903 został komendantem stoczni marynarki w Kure.
W grudniu tego roku objął dowodzenie 1. dywizjonem pancerników 1. eskadry floty japońskiej (i został jej faktycznym dowódcą; formalnie dowodził nią głównodowodzący flotą japońską adm. Tōgō). Na czele okrętów eskadry atakował Port Artur: 10 marca i 22 marca poprowadził pancerniki „Fuji” i „Yashima” do ostrzału rosyjskiej bazy ponad Liaotungiem. Obronny ogień rosyjski okazał się celniejszy i Japończycy musieli się wycofać. 15 maja, podczas kolejnej próby ostrzału jednostek rosyjskich, okręt flagowy Nashiby, „Hatsuse”, wpadł na minę i zatonął ze stratą 496 marynarzy. Nashibę i 394 członków załogi uratowano, ale – także na minie – zatonął też pancernik „Yashima”.
Nashiba przeniósł swoją flagę na „Shikishimę” i na niej wziął udział w bitwie na Morzu Żółtym. Po upadku i kapitulacji twierdzy portarturskiej, został w styczniu 1905 mianowany jej komendantem. Po wojnie, otrzymał w 1906 nominację wiceadmiralską, a rok później – tytuł barona. Nie sprawował już żadnych stanowisk dowódczych. Przeniesiony do rezerwy w 1907, od 1911 zasiadał w Izbie Parów.

## Odznaczenia
- 1889 Order Świętego Skarbu VI klasy[7]
- 1894 Order Świętego Skarbu V klasy[8]
- 1895
  - Order Wschodzącego Słońca[9]
  - Order Złotej Kani IV klasy[9]
  - Medal Wojskowy za Wojnę Chińsko-Japońską 1894-1895[10]
- 1899 Order Świętego Skarbu IV klasy[11]
- 1906 
  - Order Wschodzącego Słońca II klasy[12]
  - Order Złotej Kani III klasy[12]
  - Medal Wojskowy za Wojnę Rosyjsko-Japońską 1904-1905[13]
- 1907 tytuł barona (男爵)[14]